# Gerbillus henleyi
Il gerbillo pigmeo è una specie di gerbillo il cui areale va dall'Algeria ad Israele ed alla penisola arabica.